# 보조동물

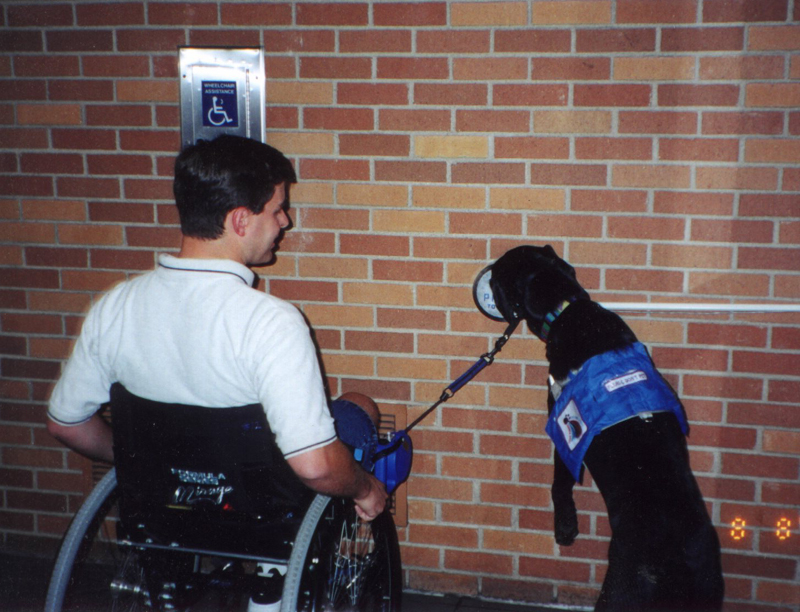
이 보조견은 휠체어를 타고 다니는 주인을 위해 자동문의 버튼을 누르도록 훈련받았다.

보조동물(영어: Service animal)은 장애가 있는 사람들을 보조하는 업무를 수행하도록 훈련받은 동물들을 지칭한다.
개는 제일 흔한 보조동물이며, 최소 1927년부터 다양한 방식으로 사람들을 보조해왔다. 돼지, 새, 말과 같은 다른 동물들도 활용되어왔다.

## 정의
국제적인 보조동물 공동체는 보조동물을 세 종류로 분류했다:
1. 안내동물 - 맹인을 안내한다.
2. 청각보조동물 -  청각 장애인에게 적절한 신호를 보낸다.
3. 보조동물 - 1, 2를 제외한 장애를 가진 사람을 보조한다.

## 접근
레스토랑 등의 공공장소에 동물을 출입하지 못하도록 하는 규정이나 법이 있지만, 많은 나라에서 안내견 등의 보조동물, 때로는 미니어처호스가 법으로 보호받으며, 따라서 대부분의 공공장소에서 주인과 함께한다. 법과 규정은 세계적으로 다양하다:
- 미국에서는 Americans with Disabilities Act of 1990이 어떤 사업, 정부기관 등의 조직이 일반인에 안내견을 제외한 보조동물을 제공하는 것을 금지했다.  하지만 종교 단체에는 제약을 두지 않았다. 오늘날의 연방의 규제에서 ADA의 입장에서의 "보조동물"의 정의는 가정견과 미니어처호스를 제외한 모든 동물을 제외하고 있다.[4] 하지만 다른 영역에서 보조동물을 더 넓게 정의하는 다른 법률들도 있다. 예를 들어 미국운수부는 Air Carrier Access Act를 제정하여 "개와 다른 보조동물"이 상업 항공에서 승객과 동승할 수 있도록 허용하였다.[5] 공평주거권리법도 주택 제공자가 감정보조동물을 포함하는 보조동물의 동거를 종에 상관 없이 허락할 것을 요구한다.[6] 미국의 공공시설의 장소에서는 개(와 어떤 경우 미니어처호스)만이 법적으로 보조동물로 여겨진다.[7] 어떤 주에서는 보조"동물"을 소유하는 것이 합법이다. 예를 들어 몬태나 주에서는 모든 동물들이 허용된다. 몬태나에서는 수많은 고양이, 새, 심지어 늑대가 사람들의 장애를 완화시키는 것을 돕기 위해 일한다. 미국에서는 소유한 보조동물을 훈련시키는 것 또한 합법이다. 공평주거권리법, Air Carrier Access Act에서는 보조동물의 정의를 폭넓게 잡고 있다.[7] 미국에서는 Americans with Disabilities Act의 개정판이 2011년 5월 15일에 효력을 발위하기 전에는[3] 보조견과 미니어처호스를 제외한 종류의 동물들이 연방 수준으로 보호되었다; 각각의 주는 범위를 확장할 수 '있었다'.
  - 개정된 ADA의 요구사항: "2011년 5월 15일부터, 개만이 ADA의 titles II, III 하에 보조동물로 간주된다. 보조동물이란 장애가 있는 사람을 위한 업무를 수행하기 위해 개별적으로 훈련된 개를 지칭한다. 일반적으로 title II, III에 따르면 일반인이 입장할 수 있는 모든 영역에서 장애인이 보조동물과 동행하도록 허용하여야 한다. 이에 더해, 개정된 규제는 장애를 가진 사람들을 위한 업무를 수행하기 위해 개별적으로 훈련된 미니어처호스를 새롭게 개별적으로 허용하기로 했다. (미니어처호스는 일반적으로 어깨까지의 높이가 24-34인치이고 무게는 70-100파운드 정도 나간다.) ADA가 규정하는 객체는 타당한 장소에서 미니어처호스를 허용하도록 정책을 수정해야 한다. 규정 내에서는 객체가 미니어처호스를 시설에 수용할 수 있는지를 결정하는 것을 돕는 네 개의 요인을 제시한다. 출입 가능 여부를 결정하는 요인은 다음과 같다. (1) 미니어처호스가 집에서 살도록 길들여졌는지; (2) 미니어처호스가 소유자의 통제를 따르는지; (3) 시설이 미니어처호스의 종류, 크기, 무게를 수용할 수 있는지; (4) 미니어처호스의 존재로 인하여 시설의 안전한 운영을 위한 적법한 안전필요사항을 보장하지 못하게 되는지."[8]
- 대부분의 남아메리카의 국가들과 멕시코에서는 안내견의 출입은 소유자나 관리자의 선의에 의해서만 결정된다. 좀 더 여행객이 많은 지역에서는 안내견은 일반적으로 문제 없이 환영된다. 하지만 브라질에서는 2006년 연방 법령[9]이 안내견이 모든 공공장소에 출입하기 위해서 허가를 받도록 했다. 브라질리아 메트로는 안내견이 탑승할 수 있도록 하는 프로그램을 개발했다.
- 유럽에서서는 상황은 지역에 따라 달라진다. 어떤 나라들은 나라 전체에 적용되는 법이 있으며 때로는 각각의 지역에 따라서 달라진다.
- 호주에서는, Disability Discrimination Act 1992이 보조견을 사용하는 행위를 금지했다. 현행법은 보조견의 소유자가 어떤 상황이라도 보조동물을 데리고 다닐 권리를 보장하지 않을 수 있다. 각각의 주와 영역은 고유한 법이 있으며, 대부분 안내견에 대해 다룬다. 퀸즐랜드는 모든 자격이 있는 보조견에 대해 다루는 Guide Hearing and Assistance Dog Act 2009[10]을 도입하였다.
- 캐나다에서는 안내견 등의 보조동물은 소유자가 통제할 수 있는 한 어떤 공공장소에도 들어갈 수 있다. 앨버타 주에서는 이를 막을 시 3,000 달러의 벌금이 부과될 수 있다.[11]
- 대한민국에서는 공공장소에서 안내견의 출입을 금지하는 것은 불법이다. 이를 어길 시 이백만원 이하의 벌금이 부과된다.

### 보조동물의 개괄
다양한 크기, 종의 동물들이 보조동물로 활용될 수 있다. "보조동물"로 등록될 수 있는 동물의 종류는 법적 조항에 따라 달라질 수 있지만 개, 고양이, 돌고래, 미니어처호스, 원숭이, 오리, 페렛, 앵무새와 같은 동물들이 보조동물의 특정한 업무를 수행하도록 훈련받아왔다. 보조동물을 이용할 자격이 있는 사람들은 다양한 신체, 정신적 장애를 앓는 환자들이다.
안내동물은 공공장소에서 맹인을 보조하기 위해 특별히 훈련된 동물이며 교통신호를 인지하고, 공공가로에서 주인을 안전하게 안내하고, 인파를 가로질러 지나가도록 훈련받을 수 있다. 이동보조동물은 신체적 장애나 균형감각 문제를 앓는 사람들을 위해 비슷한 업무를 수행할 수 있다. 청각보조동물은 청각장애인들을 보조하기 위해 훈련되며 초인종, 휴대전화의 울림에 반응하거나 주인을 주인에게 말을 거는 사람들을 향해 잡아당기도록 훈련될 수 있다. 정신의학적 동물은 외상 후 스트레스 장애, 과다흥분, 공황발작으로 고통받는 사람들의 위에 올라감으로써 짓누르기 요법을 제공하도록 훈련받을 수 있다. 이와 비슷하게 자폐증치료견은 최근에 자폐 스펙트럼이 있는 사람들을 위해 소개되었다; ASD 상태에 있는 사람들은 눈 마주침, 신체적 접촉, 사회화에 관한 문제로 인해 인간 돌보미보다 동물과 상호작용할 때 더욱 편안하다고 진술하였다. 응급보조동물Medical emergency animal은 의학적인 응급상황을 보조하고, 대전간 발작 시 주변을 정리하는 등의 역할을 수행하고, 약등의 필요한 물건을 가져오고, 의학적인 상황이 발생했을 때 다른 사람들에게 이를 알리는 등을 수행할 수 있다. 때로는 버튼이 특별히 큼지막하게 설계된 휴대폰을 사용하여 구급대원을 부르도록 훈련받기도 한다.
동물들은 그렇지 않으면 장애로 인해 고립되었을 사람들에게 중요한 유대감과 감정적인 보조를 제공할 수도 있다. 하지만 "소유자를 위한 중요한 유대감과 감정적인 보조"는 동물에게 보조동물의 칭호를 얻게 해주는 업무가 아니라는 것이 중요하다. 미국에서는 단순히 유대감과 감정적인 보조만을 이유로 애완동물 입장이 허용되지 않는 장소에 동물을 가져가는 것은 불법이다. 게다가 그러한 이유로 당신의 동물을 보조동물로 부르는 것 또한 불법이다. 소유자는 동물들의 요구에 주의를 기울이는 것을 통해 성취감과 책임감을 느낄 수 있다.

## 개인 보조 동물
많은 보조동물이 독립적인 삶이 버거운 장애인들을 도와주는 업무를 수행하도록 훈련될 수 있다. 그러한 동물들은 다음을 포함한다:
- 발작 감지견은 간질 발작을 일으키는 사람을 감지하도록 훈련된다. 개는 신체적인, 정신적인 장애가 있는 사람과 잘 지낼 수 있다.
- 꼬리감는원숭이는 물건을 움켜쥐고, 손잡이와 스위치를 다루며, 책의 페이지를 넘기는 등의 업무를 훈련받을 수 있다.[12]

### 미니어처호스
미니어처호스는 맹인을 안내하고, 휠체어를 밀거나, 파킨슨병을 앓는 사람을 보조하기 위해 훈련될 수 있다.
다 자란 미니어처호스는 26-38인치 정도 된다. 미국에는 두 개의 주요한 등록 기관이 있다. American Miniature Horse Association은 키를 34인치로 제한하는 반면 American Miniature Horse Registry는 34-38인치의 말을 따로 분류한다.
미니어처호스를 보조동물로 사용하면 다양한 이점이 있다. 개를 불결하다고 여기는 종교를 믿거나 개에 알레르기 또는 공포증이 있는 사람들을 도울 수 있다. 기대수명은 30–40년으로 개와 원숭이보다 높으며, 전문적인 훈련사의 손길 아래 반년에서 1년 정도의 훈련을 받게 된다.
안내마의 사용자들은 말들은 보통 바로바로 작업보조동물로 인식되지만, 개는 애완동물로 오해받을 수 있다고 보고하였다. 미니어처호스는 시야가 350도로 극히 넓으며, 기억력이 좋고, 성질이 온순하며, 행동거지에 신경쓰며, 가성비가 좋다는 장점이 있다.

### 도우미 원숭이

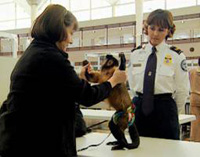
미국 교통안전청의 직원이 비행하기 전에 도우미 원숭이를 점검하고 있다.

도우미 원숭이는 사지마비나 심각한 척수 부상 등의 움직이는 데 장애를 겪는 환자를 돕기 위해 특별히 훈련된, 보조견과 비슷한 보조동물의 일종이다. 주로 꼬리감는원숭이가 많이 쓰인다.
도우미 원숭이는 대개 민간조직의 훈련소에서 7년 간 훈련받으며, 25-30년 간, 안내견보다 두세 배 오래 일할 수 있다.

인간의 집에서 사회화된 후, 원숭이들은 사지마비환자와 함께하기 전에 광범위한 훈련을 받는다. 원숭이들은 집안에서 물건을 가져오고, 불을 키고 끄고, 물병의 뚜껑을 여는 등의 일을 돕는다.
미 연방정부는 2010년에 미국장애인법(ADA)의 보조동물의 정의를 개정하였다. 사람을 제외한 영장류는 더 이상 ADA에서 보조동물로 간주되지 않는다. 미국수의학협회는 동물복지에 대한 우려, 사람한테 큰 부상을 입힐 가능성, 영장류가 사람한테 위험한 전염병을 옮길 위험성 때문에 사람을 제외한 영장류를 보조동물로서 지원하지 않는다.

## 같이 보기
- 안내견
- 동물매개치료
- 사역동물

## 참고 문헌
- Moorehead, Daniel.  Animals in Human Society: Amazing Creatures Who Share Our Planet.  Lanham, UP of America, 2015.